# Picea spinulosa
Picea spinulosa (ялина сіккімська) — вид роду ялина родини соснових.

## Поширення, екологія
Країни поширення: Бутан; Індія (Сіккім); знайдений у Тибеті. Зустрічається між 2700 і 3600 м у східних Гімалаях.

## Опис
Це дерево до 60 м заввишки. Кора груба, лущена. Листки лінійні, широко ромбічні в поперечному перерізі, розміром 15–35 × 1,1–1,8 мм, на вершині гострі або загострені. Насіннєві шишки зелені, фіолетові на краях насіннєвих лусок, після дозрівання коричневі або темно-коричневі, довгасто-циліндричні або циліндричні, розміром 9–11 × 3–4,5 см. Насіння темно-коричневе, 5 мм завдовжки, з 11–15 мм крилами.

## Використання
Іноді вирощується як декоративне дерево у великих садах у Західній і Центральній Європі. Деревина локально використовується.

## Загрози та охорона
Цей вид зустрічається в кількох охоронних територій.